# Theodorus Marinus Roest

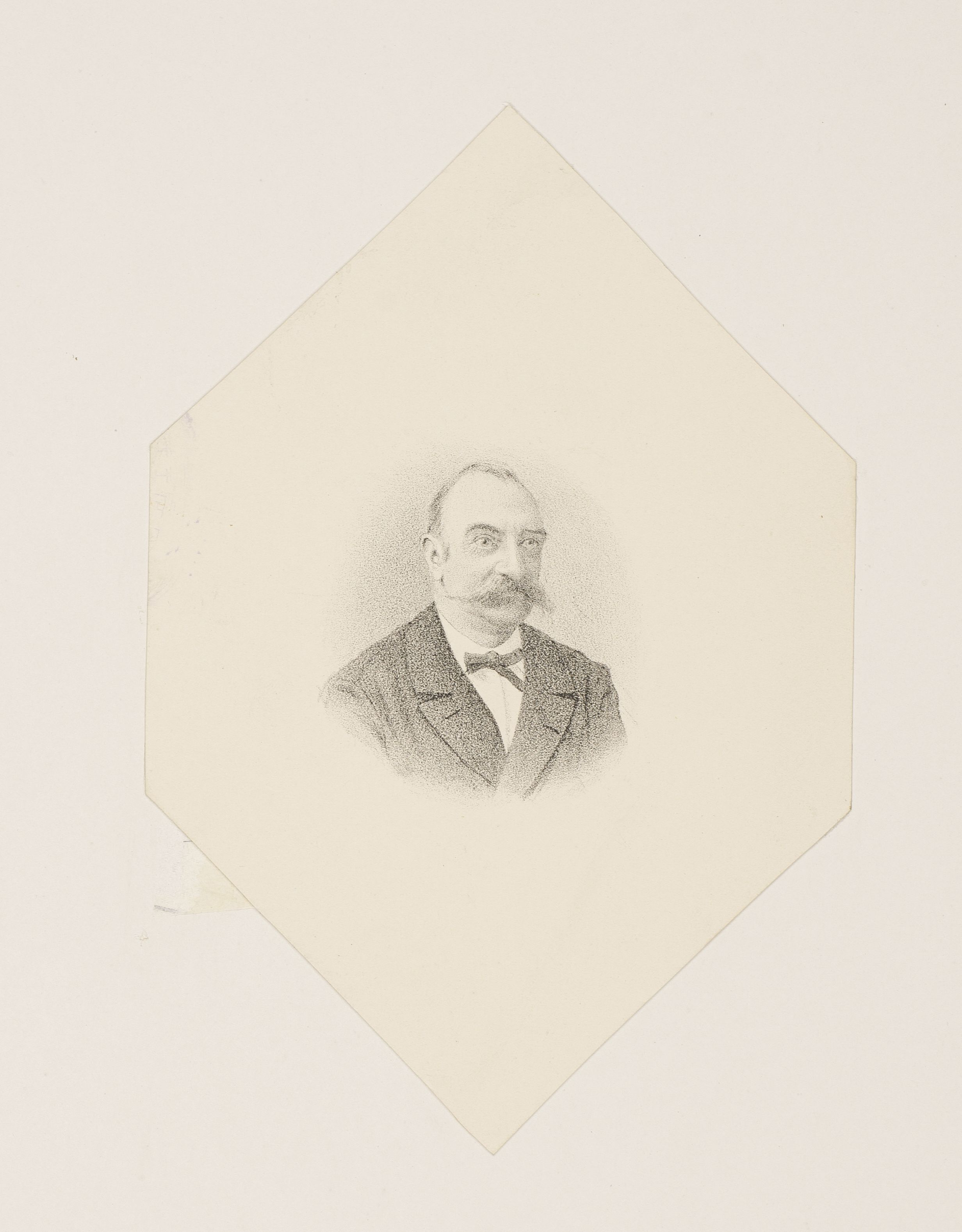
Th.M. Roest

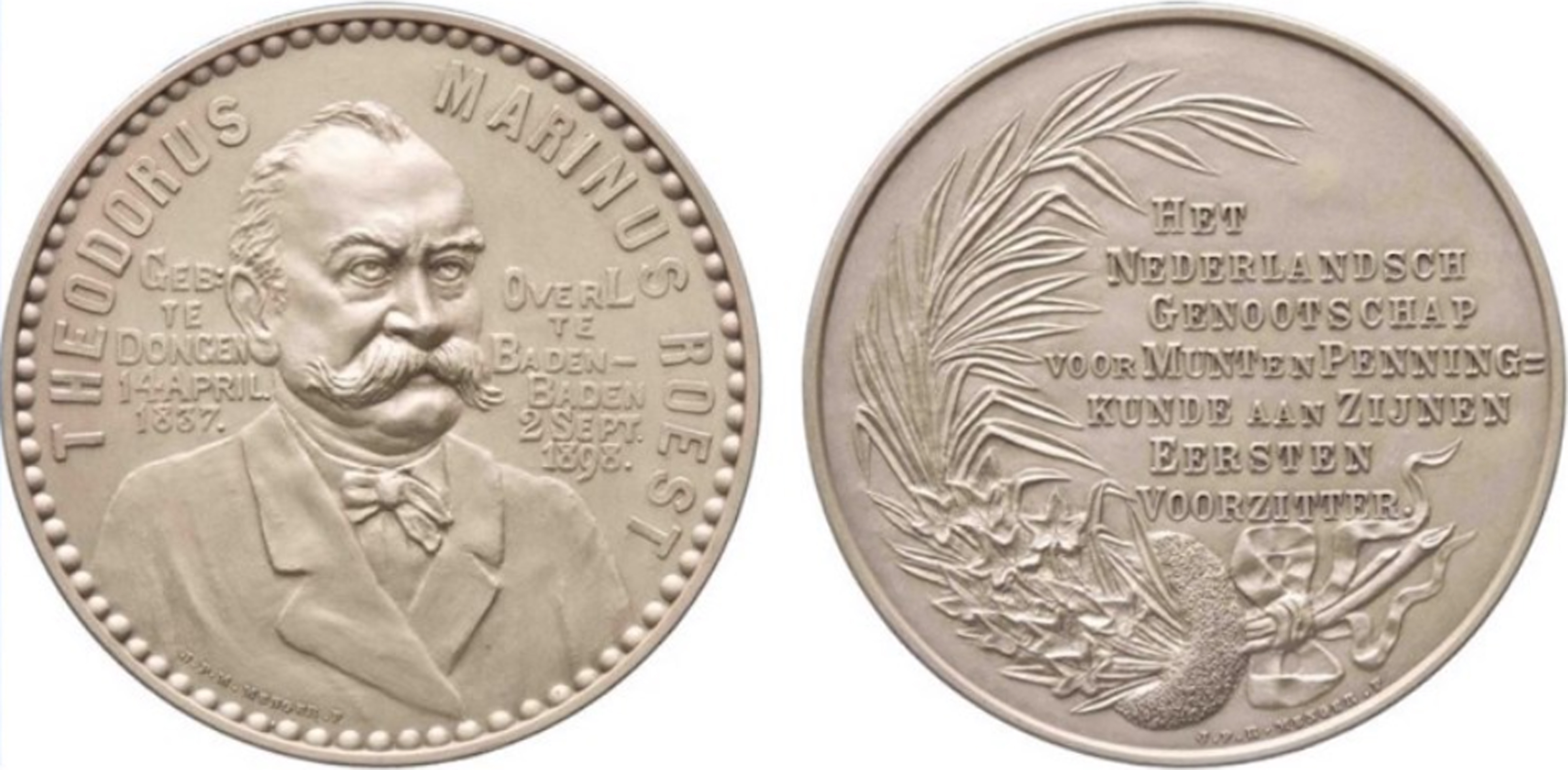
Zilveren overlijdenspenning over Theodorus Marinus Roest (1832-1898), door Johan Menger

Theodorus Marinus Roest (Dongen, 14 april 1832 – Baden-Baden, 2 september 1898) was een Nederlands numismaat en conservator van de Numismatische Collectie van Teylers Museum.
Roest komt uit een welgestelde familie van bestuurders en kooplieden. Hij was de zoon van Jacobus Leonardus Pieter Roest (1796-1838) en Alijda (Aleida) Cornelia Susanna Penning (1796-1861). Zijn overgrootvader Jacobus Roest was burgemeester van Brielle. Roests opa Theodorus Marinus Roest was dijkgraaf van Charlois en gehuwd met Johanna van Limburg, waarna een deel van de familie zich - Roest van Limburg - ging noemen. Van 1853-1858 was Roest 'kasteelheer' van de Kinkelenburg in Bemmel. Daarna verhuisde het gezin naar Leiden, waar ze gingen wonen in het statige Rapenburg 31, de woning waar eerder Herman Boerhaave had gewoond.
In Leiden was Roest jarenlang actief in de Leidsche Maatschappij van Weldadigheid, waar hij uiteindelijk vicevoorzitter van zou worden. Sinds 1877 was hij lid van de Maatschappij der Nederlandse Letterkunde en hij was betrokken bij de Leidsche Spaarbank. Roests naam als verzamelaar van munten duikt voor het eerst op in 1856, bij een veiling van de firma Bom in Amsterdam. De munten die hij daar kocht heeft hij later, samen met zijn hele collectie Gelderse munten, aan Teylers Museum gelegateerd. In 1872 werd Roest benoemd tot associé étranger van de Sociéte royale de numismatique (het Koninklijk Belgisch Genootschap voor Numismatiek), uitgeefster van Revue de la numismatique belge. Weldra gold hij als een vooraanstaand autoriteit op het gebied van numismatiek. In 1876 werd hij directeur van het Leidsch Academisch Penningkabinet in zijn woonplaats Leiden. Nadat het Leidsch Penningkabinet in 1881 was ingelijfd bij het Koninklijk Kabinet voor Munten, Penningen en Gesneden Steenen te Den Haag was zijn functie opgeheven. De opheffing zorgde voor publiek gemor. Op 5 juli 1891 werd te Brussel het vijftigjarig bestaan van het Belgisch Genootschap gevierd met het eerste Internationale Numismatische Congres, dat nog steeds iedere vijf jaar wordt gehouden. Roest werd daar tot erelid benoemd. Tevens is tijdens die bijeenkomst besloten tot de oprichting van eenzelfde genootschap in Nederland. In 1892 was Roest medeoprichter en eerste voorzitter van het (sinds 1898 Koninklijk) Nederlands Genootschap voor Munt- en Penningkunde. Roest werd de eerste voorzitter, van 1892 tot aan zijn dood in 1898.
Door toedoen van Adriaan Justus Enschedé (1829-1896), gemeente-archivaris van de stad Haarlem en sinds 1876 lid van Teylers Tweede Genootschap, werd Roest in 1886 belast met het catalogiseren van Teylers numismatische collectie. Na het gereedkomen van de nieuwe hoofdingang van Teylers Museum aan het Spaarne, kwam de in 1826 gebouwde 'gaanderij voor versteeningen' (fossielenzaal) leeg te staan. Naar ontwerp van Roest werd vervolgens door de Rotterdamse meubelmakersfirma C.H. Eckhart de ruimte heringericht als Numismatisch Kabinet. In 1888 was de ruimte gereed. Na het afronden van het catalogiseringswerk, werd Roest op 8 april 1889 benoemd tot eerste conservator van de numismatische collectie. In 1892 verscheen "Catalogue du cabinet numismatique de la Fondation Teyler à Harlem". In 1896 volgde hij Enschedé op als lid van Teylers Tweede Genootschap. Roest overleed op 2 september 1898 in het Duitse kuuroord Baden-Baden, aan een hartkwaal.
Familie
Roest huwde op 7 september 1854 te Leiden met vrouwe Justine Angelique Constantia Domis (1833-1879), dochter van de Amsterdamse makelaar Abraham Domis (1796-1858) en Antoinetta Nobel (1808-1884). Zij kregen een dochter, Adelaide Cornelie Susanna Leonore Roest (1856-1858). Na het overlijden van Justine Domis hertrouwde Roest in 1882 met de welgestelde Johanna de Fremery, dochter van Petrus Isaäcus de Fremery (1809-1894) en Cornelia Jacoba Catharina Cunaeus (1803-1883). Petrus was wethouder in Leiden en eigenaar van de Leidsche Zoutkeet. Roests tweede huwelijk bleef kinderloos. Na zijn overlijden werd zijn stoffelijk overschot van Baden-Baden gerepatrieerd en bijgezet in de nog steeds bestaande grafkelder van de familie Roest, bij de dorpskerk in Voorschoten. 